# Arrondissement di Fougères-Vitré
L'arrondissement di Fougères-Vitré è una suddivisione amministrativa francese, situata nel dipartimento dell'Ille-et-Vilaine e nella regione della Bretagna.

## Composizione
L'arrondissement di Fougères-Vitré raggruppa 115 comuni in 12 cantoni:
- cantone di Antrain
- cantone di Argentré-du-Plessis
- cantone di Châteaubourg
- cantone di Fougères-Nord
- cantone di Fougères-Sud
- cantone di La Guerche-de-Bretagne
- cantone di Louvigné-du-Désert
- cantone di Retiers
- cantone di Saint-Aubin-du-Cormier
- cantone di Saint-Brice-en-Coglès
- cantone di Vitré-Est
- cantone di Vitré-Ovest